# Costa d'Escoll-de-veu
La Costa d'Escoll-de-veu són unes costes de muntanya del terme municipal de Conca de Dalt, al Pallars Jussà, dins de l'antic terme d'Hortoneda de la Conca, a l'àmbit del poble d'Hortoneda.
Està situada a ponent d'Hortoneda, just al costat de migdia del Roc de Santa, a la dreta del barranc de Santa. La Carretera d'Hortoneda fa, en un primer tram, un bon tros de recorregut per la part baixa d'aquesta costa, just en haver travessat el barranc de Santa, i després de fer un gran revolt múltiple per guanyar alçada per l'Obaga del Safrà, torna a passar per la Costa d'Escoll-de-veu, ara per la part alta, fins a atènyer un coll, a tocar del Roc de Santa, situat a la part més alta de la costa. Aquest coll, encara que la toponímia oficial no ho reculli, és el Coll de Veu que dona nom a tot el lloc.
Són al nord de l'Obaga del Safrà i a llevant de la Plana.

## ElCastell de Colls de Veu
Pep Coll, nascut a Pessonada, a poca distància del Roc de Santa, recull la llegenda del Castell de Colls de Veu. Es tracta de l'existència mítica d'un castell, anomenat de Colls de Veu al cim del Roc de Santa, les restes del qual, quatre pedres mal comptades a la carena, són constatades pel mateix autor.
La llegenda fa referència a una minyona, filla de la vila de Perauba, casada al Castell de Colls de Veu, que obtingué per dot una vaca cerdana amb un collar bigarrat. Un gran dot!